# Фріц-Рудольф Шульц
Фріц-Рудольф Шульц (нім. Fritz-Rudolf Schultz; 19 лютого 1917, Мюнхен — 2 березня 2002, Гау-Бішофсгайм) — німецький офіцер, майор резерву вермахту. Кавалер Лицарського хреста Залізного хреста з дубовим листям.

## Біографія
У червні 1935 року вступив у вермахт. В 1937 році переведений в 3-й танковий полк. В квітні 1938 року отримав спадщину і вийшов у відставку. В серпні 1939 року призваний в армію і призначений ордонанс-офіцером в 35-й танковий полк 4-ї танкової дивізії. Учасник Польської і Французької кампаній. З кінця 1940 року — офіцер зв'язку і ад'ютант свого полку. З червня 1941 року брав участь у Німецько-радянській війні. З листопаді 1942 року — командир 2-ї роти, з липня 1943 р. — 1-го батальйону свого полку. Відзначився у боях під Орлом (1943) та Ковелем (1944). В 1944/45 роках бився в Курляндії. З січня 1945 року — танковий офіцер у штабі групи армій «А». В травні 1945 року взятий в полон американськими військами і майже відразу звільнений.
В 1953 році обраний депутатом ландтагу Рейнланд-Пфальцу від ВДП. В 1957/70 роках — депутат, з 11 березня 1970 по 19 березня 1975 року — військовий радник Бундестагу.

## Звання
- Фанен-юнкер (червень 1935)
- Лейтенант резерву (квітень 1937)
- Оберлейтенант резерву (1940)
- Гауптман резерву (1942)
- Майор резерву (1 травня 1944)

## Нагороди
- Залізний хрест
  - 2-го класу (29 вересня 1939)
  - 1-го класу (1 вересня 1940)
- Нагрудний знак «За танкову атаку» в сріблі
- Нагрудний знак «За поранення» в чорному
- Медаль «За зимову кампанію на Сході 1941/42»
- Німецький хрест в золоті (26 грудня 1943)
- Лицарський хрест Залізного хреста з дубовим листям
  - лицарський хрест (21 квітня 1944)
  - дубове листя (№ 636; 28 жовтня 1944)
- Орден «За заслуги перед Федеративною Республікою Німеччина»
  - офіцерський хрест (1968)
  - командорський хрест (10 грудня 1973)
- Орден «За заслуги перед землею Рейнланд-Пфальц» (1990)
- Премія фонтану Карла району Майнц-Бінген (1996)